# Пульпейро, Родриго
Родриго Пульпейро, также Роло Пульпейро (исп. Rodrigo Pulpeiro, 5 января 1967, Буэнос-Айрес) — аргентинский кинооператор.

## Биография
Работал ассистентом оператора на фильмах Хуан Карлос Десансо, Адольфо Аристарайна и др. В качестве главного оператора выступил в 2005. 

## Избранная фильмография
- El tigre escondido (2005, Луис Бароне)
- El niño de barro (2007, Хорхе Альгора)
- Марадона (2008, Эмир Кустурица, документальный)
- El cielo elegido (2009, Виктор Гонсалес)
- Дитя рыбы/ El niño pez (2009, Лусия Пуэнсо;  номинация на премию Аргентинской киноакадемии, номинация на премию Sur, Серебряная биснага на КФ в Малаге)
- Папа на один день/ Papá por un día (2009, Рауль Родригес Пейла)
- Las malas intenciones (2011, Росарио Гарсиа-Монтеро)
- Китайская сказка / Un cuento chino (2011, Себастьян Боренштейн; номинация на премию Аргентинской киноакадемии, номинация на премию Sur)
- Días de vinilo (2012, Габриэль Несси)
- Tesis sobre un homicidio (2013, Эрнан Гольдфрид, номинация на премию Sur)
- Liz en Septiembre (2013, Фина Торрес)
- Женщина-кролик/ Mujer conejo (2013, Вероника Чен)
- Betibú (2014, Мигель Коан, в производстве)
- Muerte en Buenos Aires (2014, Наталия Мета)
- Шедевр (2018, Гастон Дюпра)
- Героические лузеры (2019, Себастьян Боренштейн)